# Língua bantoanon
A língua Bantoanon (Língua Asi) é uma língua visayana regional, assim como a língua Romblomanon e a  Onhan, da província de Romblon, Filipinas. Asi originou-se na ilha de Banton e se espalhou para as ilhas vizinhas de Concepcion (Sibale), Corcuera (Simara) e as para cidades de Odiongan, Calatrava de Tablas]. O Asi falado em Odiongan é chamado Odionganon, Calatravanhon em Calatrava, Sibalenhon em Concepcion, Simaranhon em Corcuera e Bantoanon em Banton.

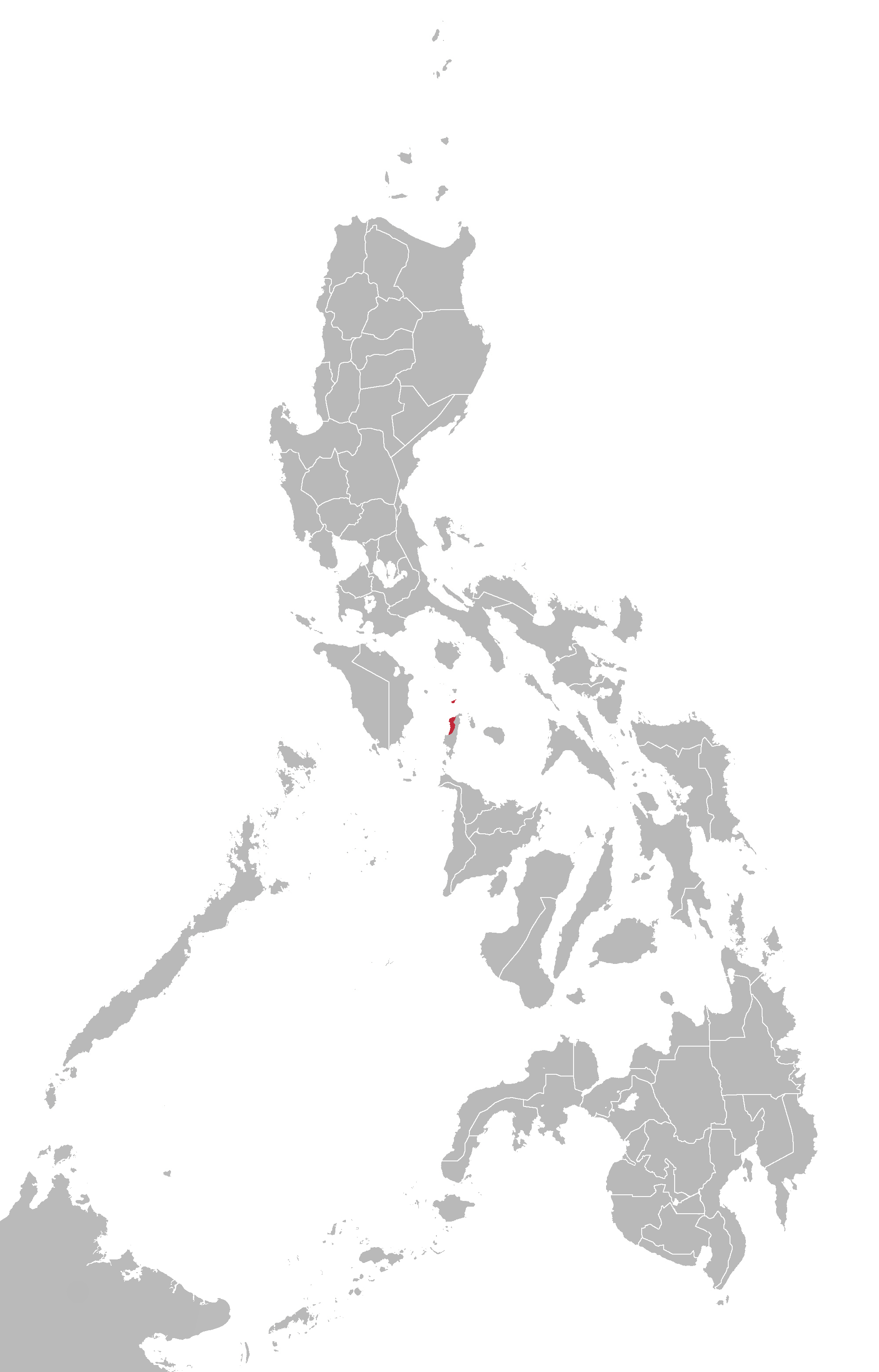
Onde se fala Bantoanon language conf.Ethnologue

Especificamente, o Rombloanon é falado nas seguintes ilhas da região Romblon:
- Tablas: nas municipalidades de Odiongan e Calatrava, situadas respectivamente nas partes oeste e norte da ilha. O dialeto Odiongan tem mais influências externas e é mais amplamente utilizado na literatura.[5]
- Banton: o único município da ilha de mesmo nome.
- Simara: o único município da ilha de Corcuera.
- Maestre de Campo (também conhecido como Sibale): único município da ilha de Concepción

O lingüista David Zorc observa que os falantes de Bantoanon podem ter sido os primeiros falantes de línguas Visayanas na região Romblon. Ele também sugere que Asi pode ter um substrato Cebuano e que muitas de suas palavras podem ter sido influenciadas pelo influxo posterior de outras línguas, como o Romblomanon.

## Fonologia
Bantoanon tem quinze fonemas consoantes: p, t, k, b, d, g, m, n, ng, s, h, w, l, r, y. Existem três fonemas vocálicos: a, i/, e/o. As vogais i e e são alofones com i sempre sendo usado no início e às vezes o fim de uma sílaba; e vai sempre usado quando termina uma sílaba. As vogais u e o são alofones, com u sempre sendo usado no início o começo e às vezes o fim de uma sílaba, o é sempre usado quando termina uma sílaba. Esta é uma das línguas filipinas que não exibem uma alofonia [ɾ]-[d].

## Escrita
A língua usa o alfabeto latino sem as letras F, J, Q, V, C, Z'. Usa-se o Ng.

## Gramática

### Pronomes
|                            | Absolutive | Ergative | Oblique |
| -------------------------- | ---------- | -------- | ------- |
| 1ª pessoa singular         | akó        | nako, ko | akò     |
| 2ª pessoa singular         | ikaw, ka   | nimo, mo | imo     |
| 3ªd pessoa singular        | sida       | nida     | ida     |
| 1ª pessoa plural inclusiva | kita       | nato     | ato     |
| 1ªpessoa plural exclusiva  | kami       | namo     | amo     |
| 2ª pessoa plural           | kamo       | ninro    | inro    |
| 3ª pessoa plural           | sinra      | ninra    | inra    |

## Amostra de texto
Pai Nosso
Amo Tatay sa langit, dayawon kag Imo balaang pangayan. Kabay pang mapasa-amo kag Imo paghari, ag kabay pang matuman kag Imo kabubut-on dili sa duta tuyar sa langit. Taw-e kami it amo pagkaon sa adlaw-adlaw. Patawara kami sa amo mga kasal-anan, tuyar sa amo pagpatawar sa mga nakakasala sa amo. Ag aya gituguting maraya kami it panulay, kundi likawan kami sa kayainan.